# بابلو لوبيز
بابلو لوبيز (بالإسبانية: Pablo López)‏ هو مغني إسباني، ولد في 11 مارس 1984 في فوينخيرولا في إسبانيا.

## وصلات خارجية
- بابلو لوبيز على موقع IMDb (الإنجليزية)
- بابلو لوبيز على موقع ميوزك برينز (الإنجليزية)
- بابلو لوبيز على موقع أول ميوزيك (الإنجليزية)
- بابلو لوبيز على موقع ديسكوغز (الإنجليزية)